# 利昂娜谷 (加利福尼亞州)
利昂娜谷（英語：Leona Valley）是位於美國加利福尼亞州洛杉磯縣的一個人口普查指定地區。

## 地理
利昂娜谷的座標為34°37′06″N 118°17′14″W / 34.61833°N 118.28722°W，而該地最高點為海拔高度1064米（即3491英尺）。

## 人口
根據2010年美國人口普查的數據，利昂娜谷的面積為48.117平方千米，當中陸地面積為48.046平方千米，而水域面積為0.071平方千米。當地共有人口1607人，而人口密度為每平方千米33人。